# Política de Liechtenstein
El sistema de gobierno del Principiado de Liechtenstein consiste en una monarquía constitucional. Tiene una forma de constitución mixta en la que el poder político es compartido por el príncipe y un parlamento elegido por la ciudadanía. Hay un sistema bipartidista (aunque también hay dos partidos menores) y una forma de democracia representativa en la que el Primer ministro, quien es Jefe de Gobierno es el responsable ante el parlamento. Sin embargo, el soberano, quien es el jefe de Estado, ejerce considerables poderes políticos. 
El poder ejecutivo es ejercido por el Gabinete, mientras que el legislativo por el Landtag. El poder judicial depende del ejecutivo y la legislatura.  
El sistema de partidos políticos está dominado por el Partido Cívico Progresista y la Unión Patriótica.   
El 15 de agosto de 2002, el Príncipe Juan Adán II anunció en su discurso con motivo del día de la Fiesta Nacional de Liechtenstein, que después de meses de negociaciones, se había alcanzado un acuerdo en el debate sobre la reforma constitucional. El 13 de septiembre, el Primer ministro Otmar Hasler confirmó al Landtag que su gobierno estaba redactando un proyecto de ley, que aumentaría los poderes ejecutivos del soberano. El mismo fue presentado a la legislatura en noviembre, y tras ser aprobado fue presentado a la ciudadanía en un referéndum, que se realizó el 16 de marzo de 2003, y fue apoyado por el 64% de los votantes.

## Poder Ejecutivo

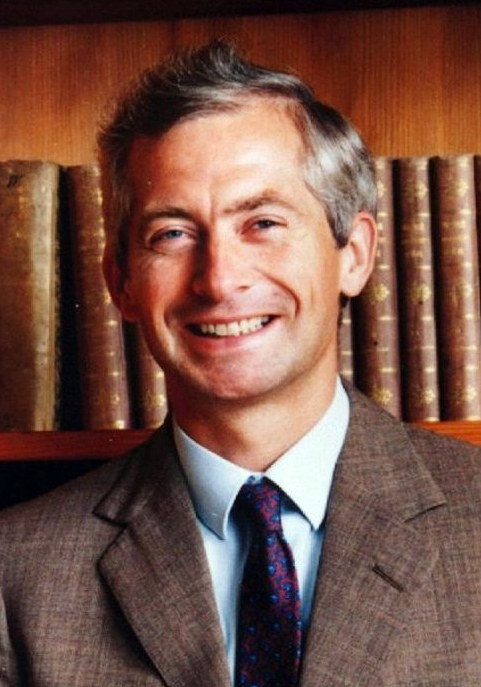
Juan Adán II como Príncipe de Liechtenstein.

Tras las elecciones parlamentarias, el Príncipe nombra al Primer ministro, luego de ser propuesto y votado por el Landtag. Por lo tanto, el gobierno está generalmente compuesto por miembros del partido con mayor representación. Sin embargo, es habitual que el líder del partido con menor representación sea nombrado vice primer ministro. Según la constitución de Liechtenstein, el gobierno es un órgano colegiado y está formado por el jefe de gobierno y cuatro consejeros gubernamentales. 
Las enmiendas de la Constitución o la promulgación de una nueva ley, deben ser aprobadas por el Landtag, firmadas por el Príncipe y por el Primer ministro, para luego ser publicadas en la Gaceta de Leyes del Principiado. 
Desde el 13 de noviembre de 1989, el jefe de Estado es el Príncipe Juan Adán. Sus poderes constitucionales incluyen el poder de vetar cualquier legislación, para ser utilizada a su discreción, así como la disolución del parlamento (aunque esto puede estar sujeto a un referéndum). Además, representa a Liechtenstein antre otros Estados y tiene la potestad de firmar tratados o acuerdos internacionales, pero también puede delegar esta función a un plenipotenciario. Una de sus principales funciones es la de nombrar al gobierno, a los jueces de distrito, y de los Tribunales Superiores, así como a los jueces del Tribunal Supremo, los presidentes y sus diputados del Tribunal Constitucional y del Tribunal Administrativo de Apelación. Todos los juicios se emiten en nombre del Príncipe. 

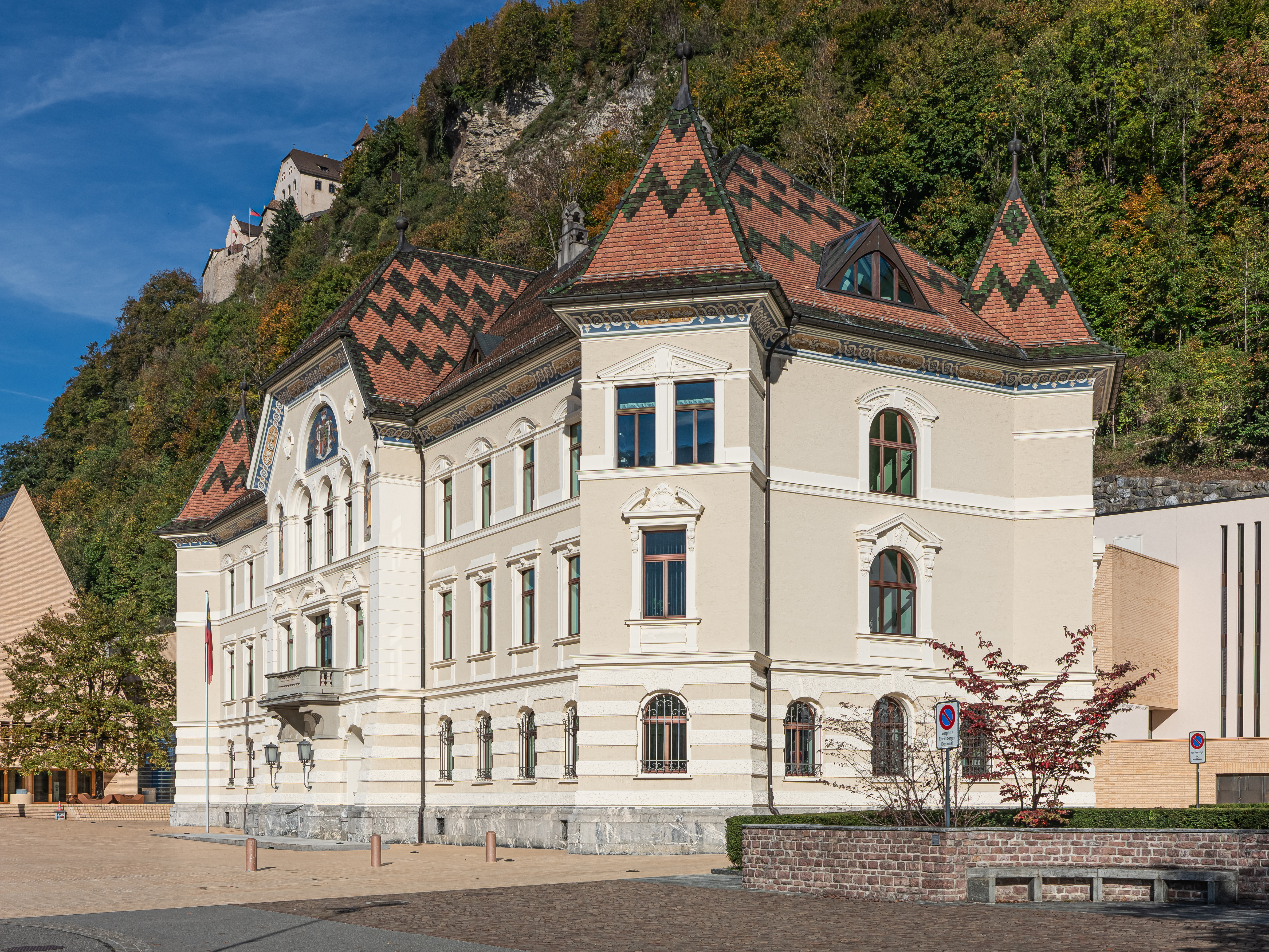
Sede del gobierno en Vaduz.

## Poder Legislativo

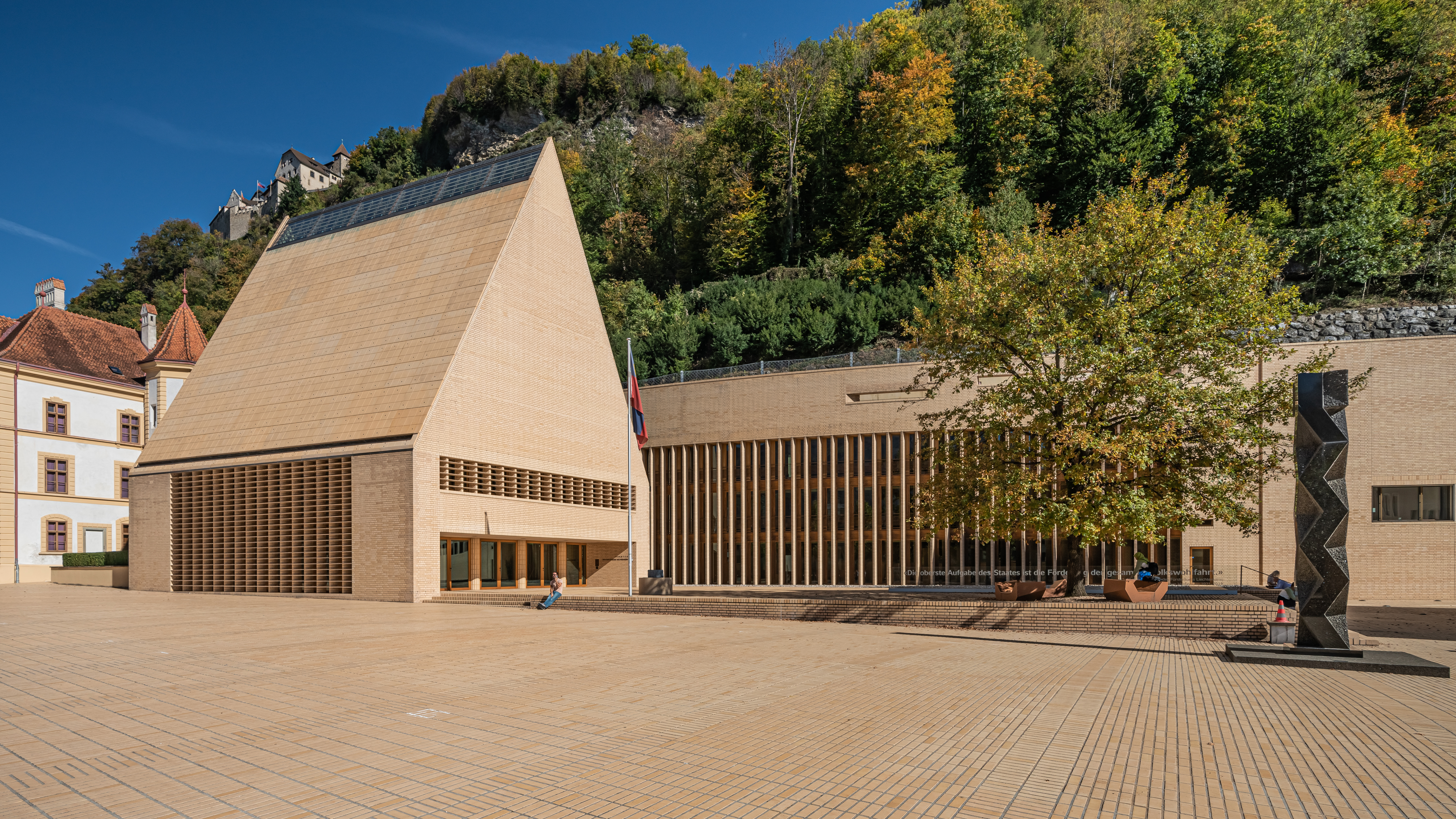
Edificio del Parlamento.

El Príncipe posee la potestad para tomar iniciativas en la creación de proyectos de ley y de vetar propuestas del Parlamento. A su vez, tiene el derecho promulgar Decretos Principescos y de convocar, aplazar o disolver la cámara legislativa. 
El Landtag de Liechtenstein tiene 25 miembros, elegidos para un período de cuatro años por representación proporcional en dos distritos electorales de varios escaños. Hasta 1989, 15 miembros representaban a la población de las dos circunscripciones (seis para el área de tierras bajas y nueve para el área de tierras altas). Desde 1989, el distrito electoral de las tierras bajas tiene derecho a tener 10 miembros y el área de las tierras altas 15. La tarea principal del Landtag es discutir y adoptar resoluciones sobre propuestas constitucionales y proyectos de ley del gobierno. Tiene los deberes adicionales de dar su consentimiento a importantes tratados internacionales; de elegir miembros del gobierno, jueces y miembros de la junta de las instituciones del Principado; establecer el presupuesto anual y aprobar impuestos y otras cargas públicas; y supervisando la administración del estado. Todos los miembros de Landtag ejercen sus mandatos además de sus profesiones u ocupaciones normales. El presidente de Landtag y su adjunto son elegidos en la reunión de apertura anual de la legislatura. El presidente convoca las reuniones individuales durante la sesión, las dirige y representa al Landtag externamente. Durante el receso parlamentario, normalmente de enero a febrero/marzo, un "comité estatal" asume los deberes del Parlamento, y dicho comité también debe ser elegido en caso de cualquier suspensión o disolución del Parlamento. Un "comité estatal" está formado por el presidente del Parlamento y otros cuatro miembros. Los deberes y los procedimientos de trabajo del Parlamento se establecen en la constitución y en las órdenes permanentes del Parlamento. 
La ciudadanía de Liechtenstein puede convocar a un referéndum sobre cualquier ley, con al menos 1000 ciudadanos. Los referéndums pueden suspender el parlamento o cambiar la constitución, pero al menos 1500 ciudadanos deben votar afirmativamente, por lo que los referéndums para suspender el parlamento o cambiar la constitución fallan si tienen una baja participación, incluso si se cumple el porcentaje requerido del total de votantes. 

## Partidos políticos y elecciones
Los partidos políticos juegan un papel importante en la composición del gobierno.  
Entre 1938 y 1997, Liechtenstein tuvo un gobierno de coalición, y durante mucho tiempo existió el bipartidismo, solo la Unión Patriótica y el Partido Cívico Progresista tenían representación parlamentaria. La coalición de gobierno terminó en abril de 1997, cuando la Unión Patriótica ganó la mayoría absoluta de escaños. Asumió la responsabilidad exclusiva del gobierno entre 1997 y 2001, y sus miembros ocuparon todos los puestos en el comité gubernamental. Entre 2001 y 2009, el Partido Cívico Progresista formó el gobierno, ganando una mayoría absoluta en las elecciones de 2001 y la mayoría de los escaños en las elecciones de 2005. La Unión Patriótica volvió a ganar una mayoría absoluta de escaños en las elecciones de febrero de 2009. Los partidos minoritarios, como los de oposición, actúan como un control sobre el gobierno en el Parlamento y las comisiones parlamentarias. 

## Poder Judicial
El poder judicial está compuesto por el Tribunal Supremo (en alemán: Oberster Gerichtshof), el Tribunal Superior del Príncipe (en alemán: Fürstliches Obergericht) y la Corte Principesca (en alemán: Fürstliches Landgericht). 

## Divisiones administrativas
El Principiado de Liechtenstein se divide en once municipios (en alemán: Gemeinden), los cuales son: Balzers, Eschen, Gamprin, Mauren, Planken, Ruggell, Schaan, Schellenberg, Triesen, Triesenberg y Vaduz.

## Participación de organizaciones internacionales
Consejo de Europa, Banco Europeo para la Reconstrucción y el Desarrollo, Comisión Económica de las Naciones Unidas para Europa, Asociación Europea de Libre Comercio, Agencia Internacional de Energía Atómica, Corte Penal Internacional, ICRM, Federación Internacional de Sociedades de la Cruz Roja y de la Media Luna Roja, Intelsat, Interpol, Comité Olímpico Internacional, Unión Internacional de Telecomunicaciones, Organización para la Prohibición de las Armas Químicas, Organización para la Seguridad y la Cooperación en Europa, Corte Permanente de Arbitraje, Naciones Unidas, Conferencia de las Naciones Unidas sobre Comercio y Desarrollo, Unión Postal Universal, Confederación Mundial del Trabajo, Organización Mundial de la Propiedad Intelectual, Organización Mundial del Comercio. 